# Fongalaki-matangi
Fongalaki-matangi is een klein en onbewoond eiland in het noorden van het Tokelause atol Atafu. Het eiland ligt slechts 140 meter ten noordwesten van het veel grotere maar eveneens onbewoonde Te Oki. In het westen is het dichtstbijzijnde eiland Fongalaki-ke-lalo, op een afstand van 460 meter.
Atafu · Fenualoa · Fongalaki-ke-lalo · Fongalaki-matangi · Laualalava · Hakea Lahi i Lalo · Hakea Lahi ki Matagi · Hakea o Apelamo · Hakea o Fata · Hakea o Himi · Hakea o Hoi · Hotoma · Kenakena · Komulo · Malatea · Malo o Futa · Matu o Tenumi · Motu Atea · Motu o te Fala · Motu o te Lakia · Motu o te Niu · Motu Fakaka kai · Motu Fakalalo · Na Hapiti · Na Utua · Niuefa · Tagi a Kuli · Tama Hakea · Tamaheko · Te Alofi · Te Hepu · Te Kapi · Te Oki · Te Puka · Tulua a Kava · Tulua a Kovi · Ulugagie